# 문봉서원
문봉서원(文峯書院)은 대한민국 경기도 고양시에 위치한 조선 시대의 서원이다. 1688년에 창건되었으며, 민순(閔純), 남효온(南孝溫), 김정국(金正國), 기준(奇遵), 정지운(鄭之雲), 홍리상(洪履祥), 이신의(李愼儀), 이유겸(李有謙)을 제향하고 있다.